# Дунаевский, Юлиан фон
Юлиан фон Дунаевский (нем. Julian Ritter von Dunajewski, пол. Julian Antoni Dunajewski; 4 июля 1822 — 27 декабря 1907) — австро-венгерский государственный деятель, министр финансов Цислейтании в 1880 — 1891.
Брат католического кардинала Альбина Дунаевского, князя-епископа Краковского. Изучал правоведение в Вене, Лемберге и Кракове. С 1855 — профессор Юридической академии в Пресбурге, с 1860 профессор экономики в Львове, с 1861 профессор общественно-политических наук в Кракове. В 1873—1891 член Палаты депутатов Рейхсрата, руководитель Польского клуба.
В 1880—1891 министр финансов в кабинете Эдуарда Тааффе, сторонник федерализации Цислейтании и противник немецких националистов. Проводил политику сбалансированного бюджета, создавал новые косвенные налоги, занимался вопросами регулирования поземельного налога. Выступал против административного расширения Вены. В 1887 вел переговоры об изменении условий компромисса с Венгрией.
Вышел в отставку в 1891. После отставки был членом Палаты господ (Heerenhaus) Рейхсрата.